# F-22 76mm野砲
76mm師団砲M1936(F-22)（ロシア語: 76-мм дивизионная пушка образца 1936 года (Ф-22)）とは、第二次世界大戦前の1936年にソビエト連邦が開発した野砲である。

## 開発
1931年、赤軍はアメリカとイギリスが対空・対地両用野砲の開発を進めていると推測した。これはイギリスの2ポンド対戦車砲と25ポンド野砲が360度全周旋回可能な砲架を持っていることから生まれた誤解であったが、当時の赤軍兵器局長であったミハイル・トゥハチェフスキー将軍はこの推測に従った対地・対空両用野砲の開発に賛成したため、76mm口径の新型師団砲の開発が開始された。
1935年には試作品が完成して運用試験が行われ、同年6月14日にはヨシフ・スターリンの立ち会いの下行われたデモンストレーションにおいても良好な運用成績を収め、1936年5月11日に制式採用された。しかし、前任のM1902/30 76mm野砲と比較して300kg以上も重いと不評であったため、より軽量化されたF-22 USV野砲の生産が開始された1939年にはF-22野砲の生産は打ち切られた。

## 概要
F-22は当初は新型砲弾を使用する予定であったが、実際にはM1902/30と同じ砲弾を使用可能なように設計された。しかし、射撃時と装填時に自動開閉する垂直閉鎖式の尾栓を採用したため、装填速度の向上につながった。

## 運用
F-22は1938年の張鼓峰事件で初めて実戦投入されたほか、ノモンハン事件にも投入されている。その後も後継のF-22 USVと共に冬戦争や大祖国戦争に投入されたが、この時は序盤の劣勢時に多数が枢軸軍に破壊されるか鹵獲され、鹵獲されたものはソ連軍に向けて砲火を放つことになった。
この戦争の最中の1942年には新型のZiS-3が開発されF-22とF-22 USVを急速に置き換えていくが、残存砲はクルスクの戦いまで使用が続けられた。高射砲としての運用も想定されていたが、実際には対地・対戦車戦闘に投入されるのみで対空戦闘に使われることはなかった。

### ソ連軍以外における運用

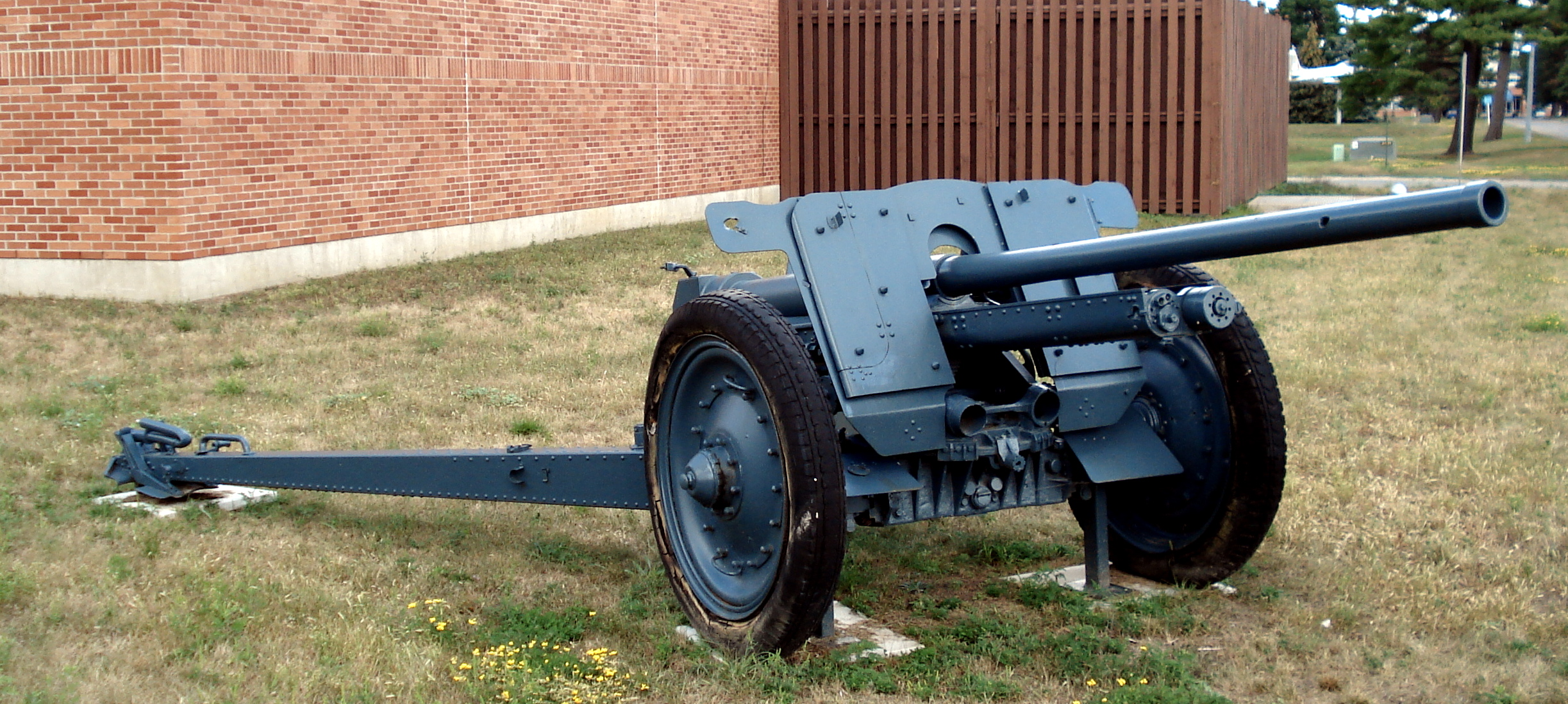
7.62cm Pak 36(r)対戦車砲。この砲はマズルブレーキが無くなっており、砲身も後座状態で固定されている。

ドイツ軍は独ソ戦の序盤において多数のF-22を鹵獲し、7.62cm FK 296(r).（ロシア製296型 7.62cm野砲）の制式名を与えて運用した。当時のドイツ軍の主力対戦車砲である3.7 cm PaK 36や5 cm PaK 38ではソ連軍のT-34中戦車やKV-1重戦車の防御力に対抗できず、遭遇するたびに88mm高射砲を装備する空軍高射砲部隊の支援を要請する必要があり進軍速度と作戦遂行に少なくない悪影響を与えた。
このため、新型の7.5 cm PaK 40の数が揃うまでのつなぎとしてF-22に大幅な改造を行った上で対戦車砲として運用することが決定された。改良を受けた砲は7.62 cm PaK 36(r)としてドイツ軍に制式採用され東部戦線以外にも北アフリカ戦線でも運用され、さらにはII号戦車や38(t)戦車の車体にこれを搭載した対戦車自走砲であるマルダーIIとマルダーIIIが設計された。
フィンランドでは独自に鹵獲したりドイツから供与されたF-22を76 K 36として制式採用し、1960年代まで第一線部隊で運用し続けた後も、1990年代まで予備兵器として保管されていた。
ルーマニアでも、鹵獲したF-22を同じくソ連から鹵獲したT-60軽戦車の車体に搭載したTACAM T-60対戦車自走砲を制作している。
戦後、F-22が親ソ国に供与されて実戦に投入されたという記録は無い。